# 山田昭雄
山田 昭雄（やまだ あきお、1943年9月25日 - ）は、日本の公取官僚・経済法学者。公正取引委員会事務総局審査局長や、同経済取引局長、公正取引委員会事務総長、公正取引委員会委員、公正取引協会会長、ジョーンズ・デイシニアアドバイザー等を歴任。

## 人物・経歴
1967年北海道大学法学部卒業、公正取引委員会事務局入局。1996年取引部長。1997年審査局長。1998年経済取引局長。2000年公正取引委員会事務総長。2003年からは公正取引委員会委員を務めた。
2009年ジョーンズ・デイシニアアドバイザー。2010年第一三共監査役。2014年横浜ゴム監査役、綿半ホールディングス取締役。2015年大陽日酸取締役。
京都大学大学院法学研究科客員教授、同志社大学法学部客員教授、早稲田大学商学部客員教授なども務めた。2018年公正取引協会会長。